# SESN2
SESN2‏ (Sestrin 2) هوَ بروتين يُشَفر بواسطة جين SESN2 في الإنسان.